# Wolfgang Wetzel (Politiker)
Wolfgang Wetzel (* 11. Mai 1968 in Schlema) ist ein deutscher Politiker (Bündnis 90/Die Grünen). Vom 21. Oktober 2020 bis zum 25. Oktober 2021 war er Mitglied des Deutschen Bundestages.

## Leben
Wetzel wuchs in Schneeberg im Erzgebirge auf. Nach dem Abschluss der Polytechnischen Oberschule wurde ihm aufgrund seines Glaubens das Abitur verwehrt. Daraufhin absolvierte er eine Ausbildung zum Krankenpfleger und übte diesen Beruf bis 1990 aus. Anschließend arbeitete er in der stationären Rehabilitation Suchtkranker. 1993 wurde ihm als Benachteiligter des SED-Regimes die Fachhochschulreife anerkannt und er begann das Studium der Sozialen Arbeit an der Evangelischen Fachhochschule Dresden, das er 1996 abschloss. Von 2005 bis 2009 absolvierte er ein Masterstudium zum Diplom-Sozialpädagogen im Bereich Suchthilfe an der Katholischen Hochschule Nordrhein-Westfalen in Köln. Ab 1998 war er in der Suchtberatung tätig und leitete die Alkohol- und Drogenberatungsstelle des Deutschen Caritasverbandes im Dekanat Zwickau.
Wetzel ist römisch-katholischen Glaubens, hat zwei erwachsene Kinder und ist seit 2019 mit seinem Ehemann verheiratet. Nach vielen Jahren in Chemnitz lebt er seit 2007 in Zwickau.

## Politik
Wetzel trat 2010 den Grünen bei. Bei der Bundestagswahl 2017 kandidierte er im Bundestagswahlkreis Zwickau für den Deutschen Bundestag und erhielt 4,5 Prozent der Erststimmen. Als Vierter der sächsischen Landesliste der Grünen verpasste er zunächst ebenfalls den Einzug, rückte aber am 21. Oktober 2020 für den ausgeschiedenen Stephan Kühn in den 19. Deutschen Bundestag nach. Dort ist Wetzel ordentliches Mitglied im Petitionsausschuss und gehört als stellvertretendes Mitglied dem Ausschuss für Inneres und Heimat an. Bei der Bundestagswahl 2021 kandidierte er erneut als Direktkandidat und erhielt 4,1 % der Stimmen. Da er nicht auf der Landesliste antrat, schied er mit Ablauf der Wahlperiode aus dem Bundestag aus.
Seit den Kommunalwahlen in Sachsen 2019 ist Wetzel Mitglied im Zwickauer Stadtrat. Zur Landtagswahl in Sachsen 2019 trat er im Wahlkreis Zwickau 4 als Direktkandidat an und erreichte 5,3 Prozent.

## Mitgliedschaften
- Mitglied des Vorstandes der Sächsischen Landesstelle gegen die Suchtgefahren
- ADFC
- Katholische Kirche
- BUND Sachsen